# Akodon varius
Akodon varius је врста глодара из породице хрчкова (лат. Cricetidae).

## Распрострањење
Ареал врсте је ограничен на једну државу. Боливија је једино познато природно станиште врсте.

## Станиште
Врста је присутна на планинском венцу Анда у Јужној Америци, на висинама од 400 до 3.000 метара.

## Угроженост
Подаци о распрострањености ове врсте су недовољни.